# 가도마시
가도마시(일본어: 門真市)는 일본 오사카부 중부에 있는 시이다. 오사카시의 주택 지역을 형성하는 위성 도시 중 하나이다.

## 지리
약 56km 사방의 정방형 모양으로 동서로 게이한 전기 철도 본선과 국도 163호선, 남북으로 오사카부도 2호 오사카 중앙 순환선과 오사카 모노레일 본선이 지난다.

### 인접한 자치체
- 오사카시(쓰루미구), 모리구치시, 네야가와시, 다이토시

## 역사
- 1889년 4월 1일 - 정촌제 시행으로 맛타군 가도마촌, 오와다촌, 시노미야촌, 후타지마촌이 성립하였다.
- 1896년 4월 1일 - 기타카와치군이 성립하였다.
- 1939년 4월 1일 - 가도마촌이 정으로 승격해 기타카와치군 가도마정이 되었다.
- 1956년 9월 30일 - 오와다촌, 시노미야촌, 후타지마촌을 가도마촌에 편입하였다.
- 1963년 8월 1일 - 가도마정이 시로 승격해 가도마시가 되었다.

## 교통

### 철도
- 게이한 전기 철도 본선
- 오사카 메트로 나가호리쓰루미료쿠치선
- 오사카 고속철도 오사카 모노레일 본선

### 도로
- 긴키 자동차도
- 국도 제163호선 (일본)(일본어판)

## 인구
| 연도 | 인구    | ±%      |
| ---- | ------- | ------- |
| 1920 | 8,599   | —       |
| 1930 | 10,507  | +22.2%  |
| 1940 | 14,367  | +36.7%  |
| 1950 | 17,313  | +20.5%  |
| 1960 | 34,228  | +97.7%  |
| 1970 | 141,041 | +312.1% |
| 1980 | 138,902 | −1.5%   |
| 1990 | 142,297 | +2.4%   |
| 2000 | 135,648 | −4.7%   |
| 2010 | 130,368 | −3.9%   |